# Torquigener
Torquigener es un género de peces globo nativo de los océanos Índico y Pacífico.

## Especies
Existen al menos veinte especies reconocidas en este género:
- Torquigener albomaculosus Matsuura, 2014
- Torquigener altipinnis (J. D. Ogilby, 1891)
- Torquigener andersonae Hardy, 1983 (Pez sapo de Anderson)
- Torquigener balteus Hardy, 1989 (Globo esbelto)
- Torquigener brevipinnis (Regan, 1903)
- Torquigener flavimaculosus Hardy & J. E. Randall, 1983
- Torquigener florealis (Cope, 1871)
- Torquigener gloerfelti Hardy, 1984
- Torquigener hicksi Hardy, 1983 (Pez sapo de Hick)
- Torquigener hypselogeneion (Bleeker, 1852) (Pez sapo de manchas anaranjadas)
- Torquigener marleyi (Fowler, 1929)
- Torquigener pallimaculatus Hardy, 1983
- Torquigener parcuspinus Hardy, 1983 (Pez sapo de ojo amarillo)
- Torquigener paxtoni Hardy, 1983
- Torquigener perlevis (J. D. Ogilby, 1908) (Pez sapo invertebrado)
- Torquigener pleurogramma (Regan, 1903) (Pez sapo lloroso)
- Torquigener randalli Hardy, 1983 (Soplador de Randall)
- Torquigener squamicauda (J. D. Ogilby, 1910) (Pez sapo cola-cepillo)
- Torquigener tuberculiferus (J. D. Ogilby, 1912)
- Torquigener vicinus Whitley, 1930
- Torquigener whitleyi (Paradice, 1927) (Pez sapo de Whitley)